# Matt Costa
Matt Costa (geboren Matthew Albert Costa, 16 juni 1982) is een Amerikaans singer-songwriter uit Huntington Beach (Californië).
Hij bracht vier onafhankelijke cd’s uit: Matt Costa ep in 2003, Songs We Sing, The Elasmosaurus ep in 2005 en Unfamiliar Faces in 2008.

## Biografie
Costa is geboren in Canada en groeide op in Dryden. Matt Costa heeft Portugese voorouders. Hij verhuisde naar Florida waar hij veel skateboardde en de high school doorliep. Later verhuisde de familie terug naar Huntington Beach. Op twaalfjarige leeftijd kreeg Matt zijn eerste gitaar maar deze belandde al snel op een plank en werd vervangen door een spannender cadeau: een skateboard. Costa compenseerde zijn late start met een intense toewijding voor de sport. Na een aantal jaar was hij bijna prof. In 2003 veranderde dit drastisch nadat Matt zijn been verbrijzelde door een skateboardongeluk. Het duurde achttien maanden voordat deze verwonding hersteld was en Matt volledig was gerehabiliteerd. Tijdens deze tijd besteedde Matt zijn energie, passie en talent aan zijn gitaar en het schrijven en opnemen van simpele liedjes. In het begin functioneerde een kleine taperecorder als zijn studio. Toen hij later investeerde in een 4-track recorder bloeide zijn muziek op.
Begin 2003 begon Matts zelfgemaakte demo te circuleren door zijn vrienden- en kennissenkring in rond zijn woonplaats, Huntington Beach. Een kopie belandde in handen van No Doubt-gitarist Tom Dumont. Costa maakte zo’n goede indruk dat Dumont hem aanbood meer demo’s op te nemen in zijn thuisstudio. Deze eerste opnamen leidden tot een zelfgetitelde ep waarop 5 liedjes stonden. Costa en Dumont distribueerden deze cd zelf. Terwijl de belangstelling voor de ep groeide waren de twee al druk bezig met opnamesessies die leidden tot Songs We Sing. Phil Ek (Modest Mouse, The Shins) zorgde voor de kers op de taart. Hij mixte de twaalf liedjes die tegenwoordig bekendstaan als het album Songs We Sing.
Matt Costa speelde in de zomer van 2005 als opening tijdens Jack Johnsons zomertour in amfitheaters en honkbalstadions door Amerika. Daarnaast was hij support act van verschillende artiesten zoals Modest Mouse, Pinback, Built to Spill, Gomez, The Vandals, My Morning Jacket en Pearl Jams Stone Gossard.
Matt vergezelde Jack Johnson ook tijdens zijn Europese tour in 2006. Hij werkte ook mee aan de Curious George soundtrack van Jack Johnson & Friends; Het nummer heet "Lullaby" en wordt gezongen en gespeeld door Matt Costa en Jack Johnson. Het liedje kwam van The Elasmosaurus EP. De soundtrack is op dinsdag 7 februari 2006 uitgekomen.
Matt toerde in november 2007 samen met G. Love, Donavon Frankenreiter, ALO en artiest/fotograaf Jay Alders door Zuid-Amerika. Steden die zij onder andere aandeden waren São Paulo, Rio de Janeiro en Florianópolis.
De clip van Matts eerste single, "Cold December" kan worden bekeken op zijn website . Hij is geregisseerd door de Malloys en opgenomen in Ely, Nevada. Hij kwam op 2 februari 2006 uit.
Op 31 juli 2007 bracht Matt het exclusieve nieuwe liedje "If You Took To Me" uit, als onderdeel en soundtrack van een milieu bewuste documentaire over ijsberen, Arctic Tale.
Op 7 oktober bracht Matt zijn eerste single uit, "Mr. Pitiful", van zijn nieuwe album Unfamiliar Faces dat op 22 januari 2008 uitkwam. Eigenlijk zou het album al op 2 oktober 2007 uitkomen, maar dat was uitgesteld.

## Discografie

### Albums
- 2005: Songs We Sing (onafhankelijk)
- 2006: Songs We Sing (Brushfire)
- 2008: Unfamiliar Faces
- 2010: Mobile Chateau
- 2013: Matt Costa

### Ep's
- 2003: Matt Costa EP
- 2005: The Elasmosaurus EP

### Singles
- 2006: "Cold December"
- 2006: "Sweet Thursday"
- 2006: "Sunshine"
- 2008: "Mr. Pitiful"

### Soundtracks
- 2006: A Brokedown Melody
- 2006: Sing-A-Longs & Lullabies for the Film Curious George (Released by Jack Johnson)
- 2006: Brushfire Records Winter 2006 Music Sampler (met Jack Johnson, G. Love & Special Sauce, ALO & Money Mark)
- 2007: Arctic Tale
- 2008: This Warm December: A Brushfire Holiday, Vol. 1

## Voetnoten
1. ↑  Officiële website - "Costa's new single on iTunes" October 8, 2007. Gearchiveerd op 2 juli 2023.

- Bibliothèque nationale de France: cb15067171k (data)
- Gemeinsame Normdatei: 135444713
- International Standard Name Identifier: 0000 0000 5521 0209
- Library of Congress Control Number: no2006051643
- MusicBrainz: fa7ed4fb-fa39-4820-8ae1-5fe98bc2ef8d
- Système universitaire de documentation: 162199937
- Virtual International Authority File: 39665849
- WorldCat: E39PBJjt7pFdqY6jc6633p3PcP